# 犹太人是上帝的选民
在犹太教中，犹太人是上帝的选民（希伯來語：‎ hāʿām hanīvḥar）的概念指的是犹太人作为古以色列人的部分后裔，通过与上帝立约而成为上帝的选民这一信念。不过，古以色列人是上帝的选民，这在《申命记》7:6中直接以动词 baḥar (בָּחַר) 的形式出现。拉比文学中有很多关于这些主题的文章。三大犹太教派—正统犹太教、保守犹太教和改革犹太教—都坚信犹太人是上帝出于某种目的而选择的。有时，这种选择被视为赋予犹太人一项特定的使命——成为万国之光，并体现《托拉》中所描述的与上帝之约。